# タウポ湖
座標: 南緯38度49分 東経175度55分 / 南緯38.817度 東経175.917度

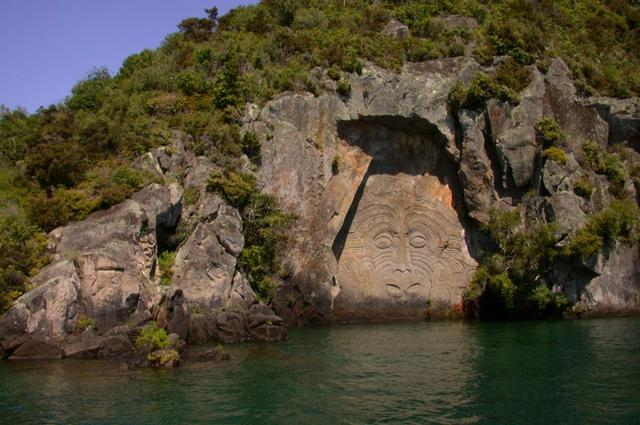
岩面彫刻（1979年作成）

タウポ湖（Lake Taupo）は、ニュージーランド北島のタウポに位置する、ニュージーランド最大の表面積（616km²）を持つ湖。
西暦181年の巨大噴火（VEI7、噴煙高度50km）によってできたカルデラ湖。付近では現在も火山活動が活発で、温泉や地熱発電所がある。
26,500年前には、VEI8の巨大噴火（Oruanui eruption、噴出量は1170立方km、過去7万年で最大規模）を起こしている。
ワイカト川が流れ出ている。水質としてはリンが非常に多いものの、流入する窒素が非常に少ないために貧栄養状態にあり、透明度が高く非常に良好な水質を維持している。
鰻、鱒などが生息。
タウポ湖畔マイン・ベイの南端の断崖には、マオリの彫刻がある。